# Saison 2011 de l'équipe cycliste Vacansoleil-DCM
La saison 2011 de l'équipe cycliste Vacansoleil-DCM est la septième de l'équipe néerlandaise dont la troisième depuis que le sponsor Vacansoleil s'est engagé en 2009.

## Préparation de la saison 2011

### Arrivées et départs
| Arrivées          | Équipe 2010                  |
| ----------------- | ---------------------------- |
| Santo Anzà        | Ceramica Flaminia            |
| Maxim Belkov      | ISD-Neri                     |
| Thomas De Gendt   | Topsport Vlaanderen-Mercator |
| Stijn Devolder    | Quick Step                   |
| Martijn Keizer    | Rabobank Continental         |
| Pim Ligthart      | AVC Aix-en-Provence          |
| Ezequiel Mosquera | Xacobeo Galicia              |
| Marcello Pavarin  | Colnago-CSF Inox             |
| Ruslan Pidgornyy  | ISD-Neri                     |
| Mirko Selvaggi    | Astana                       |

| Départs           | Équipe 2011             |
| ----------------- | ----------------------- |
| Brice Feillu      | Leopard-Trek            |
| Martin Mortensen  | Leopard-Trek            |
| Stéphane Rossetto | CC Nogent-sur-Oise      |
| Bobbie Traksel    | Landbouwkrediet         |
| Arnoud van Groen  | Verandas Willems-Accent |

## Coureurs et encadrement technique

### Effectif
| Cycliste           | Date de naissance  | Nationalité | Équipe 2010                  |
| ------------------ | ------------------ | ----------- | ---------------------------- |
| Santo Anzà         | 17 novembre 1980   | Italie      | Ceramica Flaminia            |
| Maxim Belkov       | 9 janvier 1985     | Russie      | ISD-Neri                     |
| Borut Božič        | 8 août 1980        | Slovénie    | Vacansoleil                  |
| Matteo Carrara     | 25 mars 1979       | Italie      | Vacansoleil                  |
| Thomas De Gendt    | 6 novembre 1986    | Belgique    | Topsport Vlaanderen-Mercator |
| Stijn Devolder     | 29 août 1979       | Belgique    | Quick Step                   |
| Romain Feillu      | 16 avril 1984      | France      | Vacansoleil                  |
| Gorik Gardeyn      | 17 mars 1980       | Belgique    | Vacansoleil                  |
| Michał Gołaś       | 29 avril 1984      | Pologne     | Vacansoleil                  |
| Johnny Hoogerland  | 13 mai 1983        | Pays-Bas    | Vacansoleil                  |
| Martijn Keizer     | 25 mars 1988       | Pays-Bas    | Rabobank Continental         |
| Sergueï Lagoutine  | 14 janvier 1981    | Ouzbékistan | Vacansoleil                  |
| Björn Leukemans    | 1er juillet 1977   | Belgique    | Vacansoleil                  |
| Pim Ligthart       | 16 juin 1988       | Pays-Bas    | AVC Aix-en-Provence          |
| Marco Marcato      | 11 février 1984    | Italie      | Vacansoleil                  |
| Wouter Mol         | 17 avril 1982      | Pays-Bas    | Vacansoleil                  |
| Ezequiel Mosquera  | 19 novembre 1975   | Espagne     | Xacobeo Galicia              |
| Jens Mouris        | 12 mars 1980       | Pays-Bas    | Vacansoleil                  |
| Alberto Ongarato   | 24 juillet 1975    | Italie      | Vacansoleil                  |
| Marcello Pavarin   | 22 octobre 1986    | Italie      | Colnago-CSF Inox             |
| Ruslan Pidgornyy   | 25 juillet 1977    | Ukraine     | ISD-Neri                     |
| Wout Poels         | 1er octobre 1987   | Pays-Bas    | Vacansoleil                  |
| Riccardo Riccò     | 1er septembre 1983 | Italie      | Vacansoleil                  |
| Rob Ruijgh         | 12 novembre 1986   | Pays-Bas    | Vacansoleil                  |
| Mirko Selvaggi     | 11 février 1985    | Italie      | Astana                       |
| Joost van Leijen   | 20 juillet 1984    | Pays-Bas    | Vacansoleil                  |
| Frederik Veuchelen | 4 septembre 1978   | Belgique    | Vacansoleil                  |
| Lieuwe Westra      | 11 septembre 1982  | Pays-Bas    | Vacansoleil                  |
| Stagiaire          | Date de naissance  | Nationalité | Équipe 2011                  |
| Bert-Jan Lindeman  | 16 juin 1989       | Pays-Bas    | Jo Piels                     |
| Barry Markus       | 17 juillet 1991    | Pays-Bas    | Rabobank Continental         |
| Willem Wauters     | 10 novembre 1989   | Belgique    | Omega Pharma-Lotto Davo      |

## Bilan de la saison

### Victoires
| Date       | Course                                 | Pays        | Classe | Vainqueur         |
| ---------- | -------------------------------------- | ----------- | ------ | ----------------- |
| 10/02/2011 | 2e étape du Tour méditerranéen         | France      | 2.1    | Romain Feillu     |
| 11/02/2011 | 3e étape du Tour méditerranéen         | France      | 2.1    | Romain Feillu     |
| 12/02/2011 | 4e étape du Tour méditerranéen         | France      | 2.1    | Romain Feillu     |
| 06/03/2011 | 1re étape de Paris-Nice                | France      | WT     | Thomas De Gendt   |
| 19/03/2011 | Classic Loire-Atlantique               | France      | 1.1    | Lieuwe Westra     |
| 02/04/2011 | Hel van het Mergelland                 | Pays-Bas    | 1.1    | Pim Ligthart      |
| 16/04/2011 | Tour du Finistère                      | France      | 1.1    | Romain Feillu     |
| 14/05/2011 | 2e étape du Tour de Picardie           | France      | 2.1    | Romain Feillu     |
| 15/05/2011 | Classement général du Tour de Picardie | France      | 2.1    | Romain Feillu     |
| 22/05/2011 | 5e étape du Circuit de Lorraine        | France      | 2.1    | Romain Feillu     |
| 25/05/2011 | 1re étape du Tour de Belgique          | Belgique    | 2.HC   | Lieuwe Westra     |
| 29/05/2011 | Boucles de l'Aulne                     | France      | 1.1    | Martijn Keizer    |
| 05/06/2011 | 4e étape du Tour de Luxembourg         | Luxembourg  | 2.HC   | Romain Feillu     |
| 15/06/2011 | 5e étape du Tour de Suisse             | Suisse      | WT     | Borut Božič       |
| 17/06/2011 | 7e étape du Tour de Suisse             | Suisse      | WT     | Thomas De Gendt   |
| 24/06/2011 | Championnat d'Ouzbékistan sur route    | Ouzbékistan | CN     | Sergueï Lagoutine |
| 26/06/2011 | Championnat des Pays-Bas sur route     | Pays-Bas    | CN     | Pim Ligthart      |
| 24/07/2011 | 2e étape du Tour de Wallonie           | Belgique    | 2.HC   | Joost van Leijen  |
| 12/08/2011 | 3e étape du Tour de l'Ain              | France      | 2.1    | Wout Poels        |
| 16/08/2011 | 1re étape du Tour du Limousin          | France      | 2.HC   | Björn Leukemans   |
| 19/08/2011 | Classement général du Tour du Limousin | France      | 2.HC   | Björn Leukemans   |
| 24/08/2011 | Druivenkoers Overijse                  | Belgique    | 1.1    | Björn Leukemans   |
| 02/10/2011 | Tour de Vendée                         | France      | 1.HC   | Marco Marcato     |

### Résultats sur les courses majeures
Les tableaux suivants représentent les résultats de l'équipe dans les principales courses du calendrier international (les cinq classiques majeures et les trois grands tours). Pour chaque épreuve est indiqué le meilleur coureur de l'équipe, son classement ainsi que les accessits glanés par Vacansoleil-DCM sur les courses de trois semaines.

#### Classiques
| Classique            | Milan-San Remo      | Tour des Flandres    | Paris-Roubaix         | Liège-Bastogne-Liège | Tour de Lombardie   |
| -------------------- | ------------------- | -------------------- | --------------------- | -------------------- | ------------------- |
| Coureur (classement) | Marco Marcato (15e) | Björn Leukemans (7e) | Björn Leukemans (13e) | Björn Leukemans (9e) | Marco Marcato (24e) |

#### Grands tours
| Grand tour           | Tour d'Italie        | Tour de France   | Tour d'Espagne          |
| -------------------- | -------------------- | ---------------- | ----------------------- |
| Coureur (classement) | Matteo Carrara (16e) | Rob Ruijgh (20e) | Sergueï Lagoutine (15e) |
| Accessits            | -                    | -                | -                       |

### Classement UCI
L'équipe Vacansoleil-DCM termine à la dix-septième place du World Tour avec 369 points. Ce total est obtenu par l'addition des points des cinq meilleurs coureurs de l'équipe au classement individuel que sont Marco Marcato, 42e avec 102 points, Wout Poels, 51e avec 94 points, Björn Leukemans, 62e avec 76 points, Borut Božič, 78e avec 57 points, et Joost van Leijen, 94e avec 40 points,.
| Rang | Coureur           | Points |
| ---- | ----------------- | ------ |
| 42   | Marco Marcato     | 102    |
| 51   | Wout Poels        | 94     |
| 62   | Björn Leukemans   | 76     |
| 78   | Borut Božič       | 57     |
| 94   | Joost van Leijen  | 40     |
| 114  | Romain Feillu     | 26     |
| 126  | Thomas De Gendt   | 22     |
| 137  | Sergueï Lagoutine | 14     |
| 141  | Matteo Carrara    | 12     |
| 178  | Rob Ruijgh        | 4      |
| 197  | Lieuwe Westra     | 2      |
| 199  | Ruslan Pidgornyy  | 2      |
| 202  | Pim Ligthart      | 2      |
| 221  | Michał Gołaś      | 1      |